# Herpyllus frio
Espèce
Herpyllus frio est une espèce d'araignées aranéomorphes de la famille des Gnaphosidae.

## Distribution
Cette espèce est endémique du Mexique. Elle se rencontre dans l'État de Puebla, au Morelos, au Veracruz et à Mexico.

## Description
Le mâle mesure 8,05 mm et les femelles de 8,24 à 11,27 mm.

## Étymologie
Son nom d'espèce lui a été donné en référence au lieu de sa découverte, Río Frío.

## Publication originale
- Platnick & Shadab, 1977 : A revision of the spider genera Herpyllus and Scotophaeus (Araneae, Gnaphosidae) in North America. Bulletin of the American Museum of Natural History, no 159, p. 1-44 (texte intégral).